# ليتل إيتالي (مانهاتن)
ليتل إيتالي (بالإنجليزية: Little Italy)‏ أي  إيطاليا الصغيرة وهو حي يقع في مانهاتن السفلى في مانهاتن في مدينة نيويورك سيتي، ويشكل الطليان في هذا الحي كثافة سكانية عالية، لذلك سمي بليتل إيتالي، يتواجد في هذا الححي العديد من المطاعم والبارات الإيطالية، يحيط الحي من الغرب حي تريبيكا و سوهو ومن الجنوب تشايناتاون ومن الشرق باوري و الجانب الشرقي الأسفل ومن الشمال حي لوليتا.